# Geo-informatie
Geo-informatie is de term voor informatie met een ruimtelijke component (locatie). 'Geo-' is hierin de afkorting van geografische (ruimtelijke).  
De basis voor geo-informatie wordt gevormd door geodata (ook geo-data, geografische gegevens of ruimtelijke gegevens; geo-gegeven wordt veel minder gebruikt): gegevens met een locatie op de kaart (x-, y- en z-coördinaten).  
Geodata is de bron van alle digitale kaarten. Geodata kunnen bestaan uit CAD-data (tekenprogramma's) of GIS-data. Geo-informatie bestaat uit geodata die zijn voorzien van een betekenis die kan worden geïnterpreteerd door een gebruiker. In de praktijk worden deze begrippen nog al eens door elkaar gehaald. 
Bij alle ruimtelijke wetenschappen en in alle GIS-systemen speelt geo-informatie een prominente rol.

## Opslag
Wanneer het van belang is om aan te geven waar de GIS-data opgeslagen moeten worden kan men GIS-data opsplitsen in geometrische data en geothematische data. 
- Geometrische data zijn GIS-data met voornamelijk geometrische attributen. Dus men onderstreept het deel van de geo-informatie dat de locatiecomponent beschrijft, dus hoe de geometrische kenmerken op de (geo)database als punten, lijnen of vlakken zijn opgeslagen; in rasters of in vectoren, arcs, nodes en de daarbij behorende geo-tabellen en attributen. Deze attributen dienen vooral niet op een conventionele database, maar in een geo-database of als een specifiek geo-bestand te worden opgeslagen omwille van performance bij netwerkanalyses, geografische analyses en visualisatie.
- Geothematische data zijn GIS-data met voornamelijk thematische attributen.

Met de komst van geo-databases en steeds snellere performance van systemen is deze tweedeling alleen nog nuttig om beheersmatige redenen van het bijhouden van de thematische attributen enerzijds, en de geometrische attributen anderzijds.

## Geo-informatievoorziening
Geo-informatievoorziening, vaak tot GIV afgekort is het brede terrein van inwinning tot gebruik, en -tegenwoordig- niet meer themagericht, maar bedrijfsbreed en procesgericht. Dit, omdat de geo-informatie te duur is wanneer deze niet optimaal wordt ingezet. Daarnaast komen anders te veel dubbelingen voor; gegevens worden binnen elk thema/proces opnieuw ingewonnen. Geo-informatie als aandachtsgebied beslaat derhalve het hele proces. Van inwinning tot ontsluiting - ook wel verticale informatievoorziening genoemd - en themagericht - ook wel horizontale of bedrijfsbrede informatievoorziening genoemd - dient geo-informatie, net als 'gewone' informatie, optimaal afgestemd te worden.

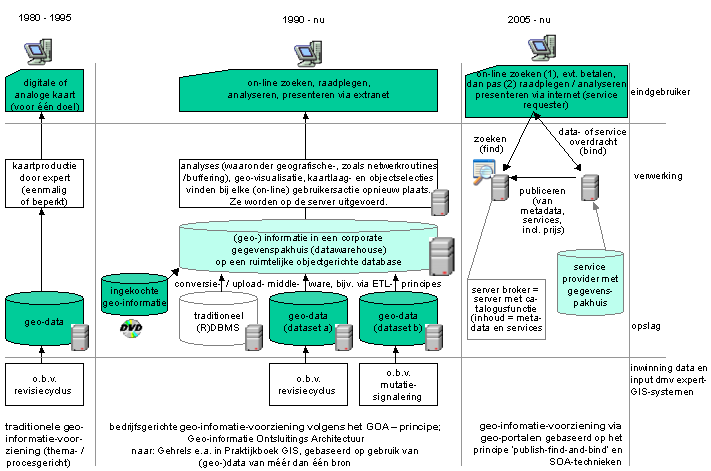
Drie verschillende mogelijkheden - er zijn er meer - van Geo-informatie Voorziening

Hierboven van links naar rechts drie mogelijke voorbeelden van een GIV. Een themagerichte GIV, een GIV gebaseerd op een bedrijfsbrede oplossing en een gegevenspakhuis (datawarehouse) en uiterst rechts een GIV zoals die nu in opkomst is volgens de GEO-ICT-ers. Het gegevenspakhuis werd mogelijk toen dataopslag niet meer duur was - dus dubbel kon worden opgeslagen en via ETL de actualiteit gewaarborgd werd. Bovendien waren de systemen snel genoeg, ook binnen intranetsystemen. De simpele, 'verzuilde', themagerichte GIV-structuren konden op de schop. Het zijn nu vaak de expertsystemen die de geo-databases voeden in het middelste schema. De meest rechter figuur is mogelijk op basis van SOA en SOAP internet technieken. Dankzij snelle internetverbindingen hoeft niemand anders - zelfs de tussenpersoon /geo-data-service-broker niet - dan de bron, over de data te beschikken. Actualiteit is altijd geborgd, en met name voor commerciële toepassingen en meerdere achter elkaar geschakelde services is dit zeer gunstig. De genoemde jaartallen zijn indicatief.
Zie ook onder Geo-portaal.

## Belang van geo-informatie
Een veelgestelde ervaringsregel is dat 80% van alle informatie een ruimtelijke component heeft. Dat betekent dat deze informatie, van regelgeving tot bodemgeschiktheid en van subsidies tot percentages allochtonen in een wijk, te koppelen is aan een locatie. Bijvoorbeeld een adres, een wijk, een gemeente of een plek langs een weg. Dergelijke voorbeelden noemen we een ruimtelijke component. Vertaald naar een locatie kan dit daadwerkelijk op een kaart, met een GIS of een navigatiesysteem in beeld worden gebracht. De informatie die gekoppeld wordt met een dergelijke ruimtelijke component is zelf géén geo-informatie.
Wanneer informatie gekoppeld kan worden met een locatie (lees: met geo-informatie) zijn deze gegevens ruimtelijk te analyseren. Daarnaast zijn zij dankzij de koppeling op basis van locatie te combineren met andere gegevens zónder (administratieve) entiteit-relaties. Ook is die informatie dan in beeld te brengen met een kaart. Dat betekent vaak een meerwaarde, omdat clustering en (causale) geografische relaties zonder locatie/kaart vrijwel niet opgemerkt zouden kunnen worden; zie onder GIS.
De opkomst van Google Maps, Google Earth, Navigatie Systemen en (internet) GIS-applicaties was zonder geo-informatie niet mogelijk geweest. Andersom geldt dat zonder de groei van die systemen de geo-informatie wellicht minder vaak werd gebruikt en minder nauwkeurig zou zijn.

## Objecten
De objecten die middels geo-informatie worden beschreven kunnen:
- fysiek (ook reëel genoemd) zijn, zoals wegen, woningen, leidingen en cafélocaties; en
- virtueel, zoals bestemmingscategorieën, eigendommen, een corridor, administratieve en politieke gebiedsindelingen.

Inwinning van fysieke objecten kan terrestrisch (landmeetkundig, buiten) en luchtfotogrammetrisch, dat wil zeggen vanuit de lucht.

## Kwaliteit
Van digitale kaarten, informatie uit een GIS of het resultaat van analyses uit geo-informatie wordt in de praktijk vaak vergeten dat er een bepaalde 'kwaliteitsstempel' op de informatie moet staan. Oude, analoge geprinte kaarten hadden dikke lijnen, er kon niet op 'ingezoomd' worden, ook niet 'met een goede leesbril'. De kwaliteit van geo-informatie nu is door het digitale karakter minder zichtbaar. Er kan flink op worden ingezoomd. Bij rasterbeelden ziet men gelukkig soms nog wel dat alles minder nauwkeurig wordt, maar bij vectordata lijkt er 'zwart op wit' flink op te kunnen worden ingezoomd. Niets is minder waar. "Digitaal" is niet hetzelfde als "nauwkeurig" of "kwalitatief goed".
De kwaliteit van geo-informatie is te definiëren door onder andere een beschrijving van:
- nauwkeurigheid (de mate waarin de locatie en attribuutwaarden de werkelijkheid benaderen)
- precisie (het aantal decimalen dat wordt gebruikt om locatie en attribuutwaarden te beschrijven; een groot aantal decimalen betekent niet een hoge nauwkeurigheid)
- betrouwbaarheid (in hoeverre de locatie en attribuutwaarden fouten bevatten)
- toepassingscontext (denk aan toepassingsschaal, doel vervaardiging; bedekkingsschaal zie hieronder bij gegevensmodellering).

Deze gegevens dienen in de metadata van geo-informatie tot uiting te komen. Een GIS en een Geo-Portaal zouden daarom altijd, bij de geo-informatie, de erbij behorende metadata moeten tonen.
Fouten kunnen veroorzaakt worden door:
- duidelijk aanwijsbare fouten, veroorzaakt door (bewust) minder ingewonnen gegevens dan (later) nodig blijkt, een beperkte classificatie, e.d.
- inwinningsfouten door fouten in de meting, of door fouten die samenhangen met de natuurlijke variatie in het voorkomen van de objecttypen (een bodemkaart kent in het kaartbeeld harde grenzen, daar waar die in werkelijkheid nooit zo wordt aangetroffen; de attributen (bijvoorbeeld zanddiepte) die aan de classificatie ten grondslag ligt, verandert geleidelijk.
- procesfouten, zoals het berekenen van een hellingshoek op basis van hoogtemetingen, maar ook type/invoerfouten. Zie ook onder 'generalisatietechnieken' bij: kaart.

## Wat wordt hoe beschreven
Geo-informatie kan de objecten als punten, lijnen en polygonen (vlakken) beschrijven. Wordt ook de volgordelijkheid beschreven (weg a splits in weg b en c, of vlak x grenst aan de vlakken y en z) dan spreekt men over topologische (geo-)informatie. De geo-informatie kunnen worden opgeslagen als rasterdata (bijvoorbeeld luchtfoto's) en als vectordata. Bij vectordata zijn de waarbij de punten, lijnen en vlakken apart, geclassicifeerd zijn opgeslagen. Vlakken bestaan uit lijnen, lijnen uit punten, en punten worden individueel opgeslagen, in tegenstelling tot rasterdata. Het opslaan van de gegevens kan zowel in bestanden als - steeds meer- in (geo-)databases. In een geo-database staan minimaal de locatie, vaak een identificerende code (id) en vaak bij het object behorende attributen, zoals een categorie. In modernere databases zijn ook opgenomen consistentie regels (een riool dient te eindigen bij een RWZI of een pompstation) en visualisatie-regels (riolen worden dikke, bruine lijnen weergegeven).
Bij corporate (bedrijfsbrede) geo-informatie opslag is vrijwel altijd sprake van centraal beheerde geo-databases.

## Ruimtelijke gegevensmodellering
Geo-informatie is gemaakt voor een bepaalde context. Het geeft een versimpeld of gegeneraliseerd model van de werkelijkheid. De werkelijkheid is altijd complexer dan men (modelmatig) kan beschrijven. Het fysieke gegevensmodel, zoals dat ook in een ruimtelijk gegevensmodel op een geo-database wordt opgeslagen, is dus per definitie ook niet alles omvattend. Voor het gebruik van geo-informatie is dus kennis nodig over de context van de (elders) ingewonnen gegevens. Hiervoor zijn metadata bedoeld. Voor welke schaalniveaus en binnen welke thematiek de geo-informatie gebruikt - en vooral niet gebruikt - mag worden is hierin terug te vinden.
De ruimtelijke component werd door geo-informatici tot voor kort dermate 'anders en specifiek' beoordeeld dat het fysiek gegevensmodel tot voor kort het domein zou zijn van geo-informatici. De GIS-technieken en ICT-technieken zijn tegenwoordig sterk naar elkaar gegroeid. De samenwerking tussen GIS-ers en ICT-ers is dan ook steeds vaker een reden om organisatorisch deze 'voormalige' kampen bij elkaar te zetten. Feit is dat de ruimtelijke conceptuele en logische (gegevens) modellering feitelijk niet afwijkt van algemene (gegevens)modellering; zie aldaar.
Wat dus wel anders is - en waar bij de modellering rekening mee moet worden gehouden - is dat GIS-functionaliteit van GIS-applicaties specifiek ruimtelijke berekeningen kan uitvoeren. Denk aan buffers aanbrengen, nabijheidsanalyses, kortste routes berekenen, en ruimtelijk objecten (daar waar ze elkaar kruisen, raken of overlappen) "van elkaar aftrekken", "optellen" e.d. (zie verder onder GIS). Dat betekent dat gegevensmodellen simpeler van opzet kunnen zijn, omdat bepaalde entiteit relaties niet gemaakt hoeven te worden, omdat deze geografisch kunnen worden opgelost. (Inzicht in) de mogelijkheden van GIS-functionaliteit bepalen daardoor -mede- de ingewikkeldheid van het model en de oplossing.
Hierboven een beschrijving van de relaties tussen de ruimtelijke logische-, conceptuele- en gegevensmodellen. Voorbeelden zijn in kleine letters weergegeven. Conclusie is dat goed nagedacht moet worden over het model: als de toepassingcontext wijzigt / verbreedt, zijn wellicht achteraf grote aanpassingen nodig. Of - erger- als direct al te weinig rekening is gehouden met de toepassingscontext, zijn de gegevens uiteindelijk niet bruikbaar of niet optimaal.
Tot slot, om het model compleet te maken, er zijn ook visualisatiemodellen nodig om het fysieke model goed te kunnen ontsluiten richting de gebruiker; zie daarvoor onder visualisatie.

## Vakbladen
In Nederland houden de volgende vakbladen zich met geo-informatie bezig:
- Geoinfo, tijdschrift voor geo-informatie Nederland. Deurne, GIN, 2003-… ISSN 1572-5464 (print), ISSN 2211-0739 (on-line).